# 恩西尼塔斯 (加利福尼亚州)
恩西尼塔斯（英語：Encinitas），是美国加利福尼亚州圣迭戈县下属的一座城市。建市于1986年10月1日，面积大约为18.81平方英里（48.7平方公里）。根据2010年美国人口普查，该市有人口59,518人。

## 名人的逝世
2013年1月1日，帕蒂·佩奇在此地逝世。